# Оливекруна, Херберт
Херберт Оливекруна (Герберт Оливекрона, швед. Herbert Olivecrona) (11 июля 1891 года — 15 января 1980 года) — основатель шведской и один из основоположников мировой нейрохирургии. Известен как человек, создавший первую кафедру нейрохирургии в мире, учитель одного из основоположников немецкой нейрохирургии Вильгельма Тённиса, основателя радиохирургии Ларса Лекселла.

## Биография
Родился 11 июля 1891 года в городе Висбю, Швеция. Родился в дворянской семье судьи Акселя Оливекруны (1860—1948) и графини Эббы Христины Морнер-аф-Морланд. После окончания школы в Уппсале в 1909 году поступил на медицинский факультет Уппсальского университета. В 1912 году перевёлся в Каролинский университет в Стокгольме, который закончил в 1918 году. За время обучения 2 года работал лаборантом в отделении патологии. По окончании университета стажировался в хирургических клиниках Дортмунда и Лейпцига. В 1919 году прошёл однолетнюю стажировку в созданной Г. Кушингом экспериментальной лаборатории Университета Джонса Хопкинса и отделении Холстеда, где работал совместно с Уолтером Денди. С 1920 года стал работать в Серафимовском лазарете в Стокгольме.
В Стокгольме он оказался единственным хирургом, который умел оперировать опухоли мозга, в связи с чем стал специализироваться на нейрохирургии. В 1929 году прошёл одномесячную стажировку в клинике Г. Кушинга. С 1930 года стал заведовать новосозданным отделением на 50 коек, которое полностью специализировалось на нейрохирургической патологии. В 1935 году становится профессором Каролинского университета, где стал заведовать кафедрой нейрохирургии. На должности заведующего кафедры он пробыл до 1960 года. После ухода Оливекруны на пенсию его кафедру возглавил один из учеников — основатель радиохирургии Ларс Лекселл.

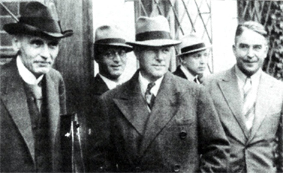
Отфрид Фёрстер, Херберт Оливекруна, Вильгельм Тённис — основоположники современной нейрохирургии

После ухода на пенсию летом 1960 года занимался частной практикой. В октябре 1960 года по приглашению египетского правительства совместно с группой нейрорадиологов, анестезиологов, медсестёр занимался организацией нейрохирургической службы в Египте, где провёл два раза по 6 месяцев.
Умер 15 января 1980 года в Стокгольме, Швеция.

## Научная деятельность
Автор многих научных работ. Наиболее известны:
- Die chirurgische Behandlung der Gehirntumoren 1927 (хирургическое лечение опухолей мозга)
- Experience with hypophysectomy in man. Journal of Neurosurgery, Chicago. 1953 10: 301—316 (в соавторстве с Rolf Luft) — высказал идею и применял разработанную им гипофизэктомию для лечения рака груди и яичек
- Handbuch fur Neurochirurgie (учебник по нейрохирургии) 1960 в 4 томах (совместно с Тённисом)

## Память
При его непосредственном участии Эгашу Монишу в 1949 году присуждена Нобелевская премия за противоречивый метод лечения — фронтальную лоботомию.
Медаль Оливекруны вручается шведской ассоциацией нейрохирургов за выдающийся вклад в нейрохирургию в Каролинском университете. Из россиян медалью Оливекруны награждён А. Н. Коновалов.

## Награды
Награждён медаль Федора Краузе (нем.) в 1956 году.
Член нескольких скандинавских и американских обществ. Почётный профессор Афинского и Кёльнского университетов (ректором последнего был ученик Оливекруны Вильгельм Тённис).